# Sidi Tifour
Sidi Tifour est une commune de la wilaya d'El Bayadh en Algérie.

## Géographie

### Situation
Le territoire de la commune de Sidi Tifour se situe au nord-est de la wilaya d'El Bayadh.
| Boualem    | Hadj Mechri, Brida (Wilaya de Laghouat) | Sidi Slimane                   |
| Boualem    | Sidi Tifour                             | Tadjrouna (Wilaya de Laghouat) |
| Sidi Ameur | Brezina                                 | Tadjrouna (Wilaya de Laghouat) |

### Localités de la commune
La commune de Sidi Tifour est composée de trois localités :
- Ouled Boumediène
- Touafir (Ouled Sidi Ali, Ouled Sidi Tayeb, Torch)
- Sidi Tifour